# Windsor (Carolina del Nord)
Windsor è una località degli Stati Uniti d'America, capoluogo della contea di Bertie, nello Stato della Carolina del Nord.